# 布兰登·伯纳德
布兰登·安东尼·米卡·伯纳德（英語：Brandon Anthony Micah Bernard，1980年7月3日—2020年12月10日）是一名美国男性公民，他因抢劫、绑架及谋杀托德·巴格利（Todd Bagley）和斯塔西·巴格利（Stacie Bagley）而于1999年被判处死刑。判刑后，伯纳德一直被关押在特雷霍特美国监狱死囚牢房中，直至2020年12月10日被执行注射死刑。
布兰登·伯纳德自幼生长在德克萨斯州贝尔县的基林市。当他刚刚进入青少年时期后不久便开始从事犯罪活动，例如入室盗窃，并且他还加入了一个社区帮派。伯纳德的犯罪经历及反叛行为导致他被多所学校开除，并被少年刑事司法系统起诉。1999年，伯纳德和他的同伙抢劫、绑架并杀害了两名青年牧师。他們将这两名青年牧师逼入到他们车辆的后备箱后，同伙之一的克里斯托弗·安德烈·维亚尔瓦（Christopher Andre Vialva）朝他们的头部开枪；而伯纳德随后将他们的尸体塞入车内并纵火焚毁了这辆车。维亚尔瓦和伯纳德已分别于2020年9月24日和12月10日被处决；剩余的同伙则被判处了不同刑期的有期徒刑，其中部分人还在监禁中。
在伯纳德等待执行死刑的那段时期里，有一些著名的政治人物、社会名流，以及当时裁定他有罪并尚存于世的5名陪审团成员都主张对他减刑。